# Ruda (powiat pleszewski)
Ruda – wieś w Polsce położona w województwie wielkopolskim, w powiecie pleszewskim, w gminie Dobrzyca.
W okresie Wielkiego Księstwa Poznańskiego (1815-1848) miejscowość wzmiankowana jako folwark Ruda należała do wsi mniejszych w ówczesnym pruskim powiecie Krotoszyn w rejencji poznańskiej. Folwark Ruda należał do okręgu koźmińskiego tego powiatu i stanowił część majątku Lutynia, którego właścicielem była wówczas Józefina Bogdańska. Według spisu urzędowego z 1837 roku wieś liczyła 24 mieszkańców, którzy zamieszkiwali dwa dymy (domostwa).
W latach 1975–1998 miejscowość administracyjnie należała do województwa kaliskiego.